# Si’erbao (köpinghuvudort i Kina, Liaoning Sheng, lat 40,80, long 120,74)
Si'erbao (kinesiska: 寺儿堡, Si’erbao Zhen, 寺儿堡镇, Si’erbao) är en köpinghuvudort i Kina. Den ligger i provinsen Liaoning, i den nordöstra delen av landet, omkring 250 kilometer sydväst om provinshuvudstaden Shenyang. Antalet invånare är 26 445. Befolkningen består av 12 954 kvinnor och 13 491 män. Barn under 15 år utgör 14,0 %, vuxna 15-64 år 76 %, och äldre över 65 år 8,0 %.
Runt Si'erbao är det ganska tätbefolkat, med 214 invånare per kvadratkilometer. Närmaste större samhälle är Lianshan, 10,3 km öster om Si'erbao. Trakten runt Si'erbao består till största delen av jordbruksmark.
Genomsnittlig årsnederbörd är 723 millimeter. Den regnigaste månaden är juli, med i genomsnitt 177 mm nederbörd, och den torraste är februari, med 4 mm nederbörd.